# (52310) 1991 VJ
1991 في جاي (ويعرف أيضًا باسم (52310) 1991 في جاي وفق تسمية الكوكب الصغير) (بالإنجليزية: 1991 VJ)‏ هو كويكب ضمن حزام الكويكبات؛ وترتيبه 52310 من حيث الاكتشاف.
اكتُشف هذا الجُرم الفلكي بواسطة روبرت إتش ماكنوت في 9 نوفمبر 1991.

## وصلات خارجية
- (52310) 1991 VJ في قاعدة بيانات مختبر الدفع النفاث لأجرام النظام الشمسي الصغيرة

- الاكتشاف · مخطط المدار ·  العناصر المدارية · المعلمات المادية

- (52310) 1991 VJ على موقع ويكي سكاي: DSS2, SDSS, GALEX, IRAS, Hydrogen α, X-Ray, Astrophoto, Sky Map, Articles and images